# Noordelijke fluithaas
De noordelijke fluithaas (Ochotona hyperborea) is een zoogdier uit de familie der fluithazen (Ochotonidae). De wetenschappelijke naam van de soort werd voor het eerst geldig gepubliceerd door Peter Simon Pallas in 1811. De soort komt voor in grote delen van Oost-Siberië, het Russische Verre Oosten, delen van noordoostelijk China, het noorden van Mongolië en een geïsoleerd voorkomen in zowel het Oeralgebergte als het Changbaigebergte.

## Kenmerken
De noordelijke fluithaas bereikt een lengte van 15 tot 20,4 centimeter. De paartijd begint normaal gesproken in april of soms begin mei. Elk jaar worden twee nestjes geworpen. De grootte van de worp varieert normaal gesproken tussen één en negen jongen. De draagtijd duurt 28 dagen. Pasgeboren jongen hebben een lengte van vijf à zes centimeter. De kleur van de vacht varieert per ondersoort. Over het algemeen is de rug 's zomers lichtbruin tot rossig gekleurd. De onderzijde is rossig en de poten zijn vuilwit. 's Winters is de vacht grijzer met bruine accenten. Om het oor is een witte lijn zichtbaar.

## Gedrag
Mannetjes en vrouwtjes van de noordelijke fluithaas bezetten een gezamenlijk territorium, waarin de individuen zich zeer plaatsgebonden gedragen. Ook als er naburige noordelijke fluithaas sterft, hebben ze niet de neiging om dit territorium over te nemen. Vrouwtjes vertonen hierin een sterkere neiging dan mannetjes. Vrouwtjes negeren elkaar meestal en reageren niet op elkaars geluiden. Een koppel roept het hele jaar door naar elkaar en herkennen waarschijnlijk elkaars geluiden. Andere soortgenoten worden doorgaans genegeerd.
In de zuidelijke delen van het verspreidingsgebied zwermen de jongen uit en vormen ze in het geboortejaar al koppels. In de noordelijke delen van het verspreidingsgebied overwinteren de jongen van het laatste nest samen met de ouders. In het Oeralgebergte overwinteren de jongen samen met de ouders en werd ook vastgesteld dat de jongen meehielpen met de bouw van de hooibalen.

### Hooibalen
Een opmerkelijk fenomeen is dat noordelijke fluithazen in het najaar beginnen met de bouw van hooibalen. Hierin worden grote hoeveelheden vegetatie opgeslagen om de wintermaanden door te komen. Rendieren (Rangifer tarandus), sneeuwschapen (Ovis nivicola) en sneeuwhazen (Lepus timidus) staan er om bekend dat ze van de hooibalen eten tijdens sneeuwrijke perioden. In het voorjaar eten Kamtsjatkamarmotten (Marmota camtschatica) soms van de hooibalen.

### Structuur van de seksuele relaties
Mannetjes en vrouwtjes zijn niet geheel monogaam. Mannetjes paren ieder seizoen met zeker drie vrouwtjes en ieder vrouwtje wordt door meerdere mannetjes bevrucht. Sommige mannetjes leggen een afstand van 200 meter af om met een ander vrouwtje te paren.

## Biotoop
De soort komt vooral voor op puinhellingen in boreale bossen en op open velden in berggebieden. In toendragebieden vooral op plekken met veel verspreid liggende rotsen. Soms worden ook holen gebouwd onder gevallen boomstammen of stobben.

## Verspreiding en ondersoorten

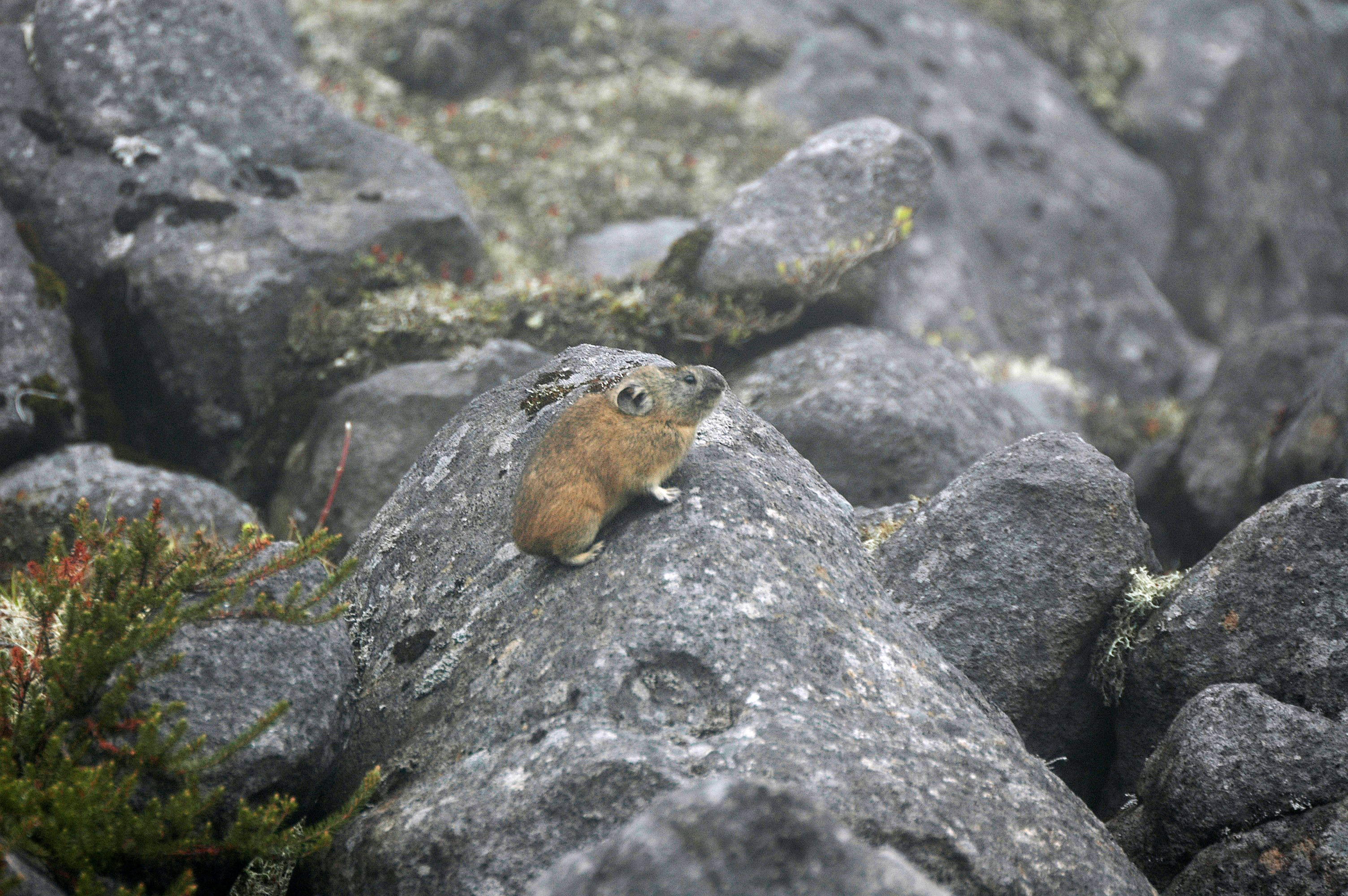
Ochotona hyperborea yesoensis op een puinhelling; de favoriete biotoop van de noordelijke fluithaas.

Er worden negen ondersoorten wetenschappelijk erkend:
- (Ochotona hyperborea cinereoflava Schrenck, 1858) - Komt voor in het zuiden van het Russische Verre Oosten.[5]
- (Ochotona hyperborea coreana Allen & Andrews, 1913) - Komt voor in het Changbaigebergte, dat deels in de Chinese provincie Jilin en deels in Noord-Korea ligt.[6][2]
- (Ochotona hyperborea ferruginea Schrenck, 1858) - Komt voor van de Stenige Toengoeska en de Olenjok tot aan het Verchojanskgebergte en de rivier Anadyr in het noordoosten van Siberië.[5][7]
- (Ochotona hyperborea hyperborea Pallas, 1811) - Komt voor in het noorden van Siberië, van het Poetoranagebergte oostwaarts richting de delta van de Kolyma en het Tsjoektsjenschiereiland in het uiterste noordoosten van Siberië.[5][8]
- (Ochotona hyperborea mantchurica Thomas, 1909) - Komt voor in het Jablonovygebergte, Westelijke Sajan, Hentigebergte, het noordoosten van Binnen-Mongolië en het noorden van Heilongjiang.[4][6][8] Mogelijk een aparte soort.[1]
- (Ochotona hyperborea normalis Schrenck, 1858) - Komt voor op Kamtsjatka.[5]
- (Ochotona hyperborea uralensis Flerov, 1927) - Komt voor in het noorden van het Oeralgebergte tussen 61 en 68 graden noorderbreedte.[9][7]
- (Ochotona hyperborea yesoensis Kishida, 1930) - Komt voor op Hokkaido.[1][4]
- (Ochotona hyperborea yoshikurai Kishida, 1932) - Komt voor op Sachalin.[4]